# Conde Nefaria
El Conde Nefaria es un supervillano italiano que aparece en los cómics estadounidenses publicados por Marvel Comics. Creado por Stan Lee y Don Heck, el personaje apareció por primera vez en The Avengers #13 (febrero de 1965). El Conde Nefaria es un jefe criminal y socialité que opera un sindicato criminal internacional conocido como Maggia.

## Historial de publicaciones
El Conde Nefaria debutó en The Avengers #13 (febrero de 1965), creado por Stan Lee y Don Heck. Ha aparecido en las series Moon Knight (2011), Marvel Action Avengers (2018) y New Mutants Lethal Legion (2023).

## Biografía ficticia del personaje
Luchino Nefaria es un rico aristócrata italiano que, pese a ser conservador y tradicionalista en muchos aspectos, también tiene ansias de mayor poder y riqueza, lo que le lleva a unirse a la organización criminal Maggia. Sin embargo, el recientemente formado equipo de superhéroes, los Vengadores, desbarata muchos de sus planes, lo que lo convierte en un asunto personal. Nefaria atrae a los superhéroes hasta su castillo con el pretexto de un acontecimiento benéfico, los captura y los coloca en animación suspendida, al mismo tiempo que revela imágenes de ellos en las que parecen amenazar el gobierno de los Estados Unidos. Después de liberarlos, los Vengadores, que no pueden recordar lo sucedido en el castillo, comienzan a sospechar de él tras oír que se les busca. Vuelven al castillo de Nefaria, pero casi todos ellos son paralizados por el gas del Conde. Mientras tanto, la Brigada Adolescente es capturada por Nefaria y, al intentar ponerse en contacto con los Vengadores, son arrojados a una mazmorra cuyas paredes no pueden tocar o, sino, entrarían en animación suspendida. El Capitán América logra entrar en el castillo sin tocar el suelo, las paredes ni a los otros Vengadores, y libera a la Brigada Adolescente, quienes le dan el antídoto para librar al resto de la parálisis. Pero el Capitán América también resulta paralizado, y Nefaria lo ata de pies y manos y lo suspende en el aire, burlándose de él y alardeando de que será considerado un héroe por haberlo atrapado. Entonces, Iron Man irrumpe en el castillo y derrota a Nefaria, que es deportado después de que un policía le escuchara confesar que pertenecía a la organización Maggia. Como represalia, Nefaria trata de destruir a Iron Man sin éxito, y después sufre otra derrota al ser vencido por los mutantes X-Men. Nefaria reaparece varios años después y trata de hacerse con el control de la base estadounidense de defensa aeroespacial NORAD, pero los X-Men frustran sus planes una vez más. El Conde intenta escapar en un avión pero el X-Man Ave de Trueno le ataca. El avión explota, Ave de Trueno muere y Nefaria resulta herido.
Prácticamente en la miseria y totalmente desacreditado, Nefaria contrata a los supervillanos Láser Viviente, Power Man y Torbellino para formar una segunda Legión Letal. El grupo roba varios bancos, al mismo tiempo que, sin saberlo, financia un experimento creado por el Conde para intentar convertirse en un ser sobrehumano. Con la ayuda de un ayudante científico del Barón Heinrich Zemo, Nefaria diseña un modo de incrementar los poderes de la Legión Letal y los envía a luchar en combate contra los Vengadores. Pero el efecto es solo temporal y la Legión Letal es derrotada. Nefaria aprovecha entonces para llevar a cabo su plan original: dotarse a sí mismo de los poderes combinados de los villanos, multiplicados por cien. Después de una larga batalla, Nefaria es finalmente derrotado.
Desde entonces, los Vengadores mantienen a Nefaria aislado y custodiado, y se descubre que la dotación de poderes le vuelve inmortal pero también muy vulnerable mientras su cuerpo se reconfigura a sí mismo. Whitney Frost, hija de Nefaria y también conocida como Madame Máscara, trata de encontrar una cura para lo que ella cree que deteriora el estado de su padre. Contrata a los Ani-Hombres para atacar la base de operaciones de los Vengadores y liberar a su padre. Durante la lucha, Iron Man lanza uno de sus vehículos lanzadera Júpiter contra el sistema de soporte vital de Nefaria que resulta gravemente dañado. Tiempo después, Nefaria vuelve a aparecer brevemente como un cadáver reanimado por el villano Segador. El Segador utiliza a Nefaria para atacar a los Vengadores, pero pierde el control poco después y Nefaria vuelve a morir.
Finalmente, Nefaria reaparece, pero con una forma humanoide de iones que requiere constantemente de energía iónica para sobrevivir. Lucha contra Iron Man, y, más tarde, contra el Capitán América y Ka-Zar en la La Tierra Salvaje mientras trata de encontrar fuentes de energía. Nefaria planea entonces detonar una bomba iónica, que transformará a millones de personas en seres de energía iónica que él podrá controlar. Así, pretende conseguir el respeto que siente que se merece. Nefaria consigue ganarse el control de los héroes iónicos Hombre Maravilla y Atlas, a los que quiere usar para matar a los Vengadores, pero los poderes combinados del equipo de superhéroes junto a los Thunderbolts y a Madame Máscara, que usa un arma desarrollada por ella misma para interrumpir la energía iónica de su padre, lo detienen. Más adelante, Nefaria aparece como recluso en la prisión para supervillanos, La Balsa, y escapa cuando Electro organiza una fuga masiva.
Siguiendo la trama argumental del libro de cómics Siege, publicado en 2010, Madame Máscara sale en busca de su padre para ayudar al supervillano Capucha después de que Loki recupere las Piedras Norn. Los Nuevos Vengadores capturan a John King, el primo de Encapuchado, y lo utilizan para seguir el rastro del supervillano y el de Madame Máscara. Tras una batalla con el Conde Nefaria, capturan a los cuatro villanos y los llevan ante Maria Hill para que les detenga.
Nefaria reaparece en las páginas de Moon Knight, tras haberse nombrado a sí mismo como el nuevo Kingpin de la ciudad de Los Ángeles.

## Poderes y habilidades
Nefaria era un humano normal hasta que se sometió a un proceso desarrollado y perfeccionado por uno de los ayudantes del Barón Heinrich Zemo, el Doctor Kenneth Sturdy, quien le garantizó y proporcionó los poderes combinados de los villanos Láser Viviente (proyección de energía), Power Man (fuerza) y Torbellino (velocidad), multiplicados por cien. Por todo ello, Nefaria es uno de los humanos conocidos con mayor fuerza física del Universo Marvel. Derribó un edificio de 40 pisos sin apenas esfuerzo; resistió a un ataque del Hombre Maravilla sin parpadear; luchó sin descanso contra un enfurecido Thor y salió sin daños aparentes de los golpes que le proporcionó con el martillo Mjolnir, incluso deteniéndolos solo con las manos, además de resistir ataques simultáneos por parte de múltiples equipos de Vengadores y tomárselos a risa.
El personaje envejeció hasta que su cuerpo evolucionó, para, finalmente, convertirse en un ser iónico, capaz de crear construcciones iónicas y de manipular a otros como él. De este modo, Nefaria es, efectivamente, inmortal y prácticamente indestructible. También obtiene ahora el poder de volar cuando antes solo podía dar grandes saltos en el espacio. Aunque es posible agotar la energía iónica de Nefaria durante un combate al obligarle a gastarla con más rapidez de la que su cuerpo es capaz de reponer, Henry Pim calculó que se necesitarían tres semanas de combate continuo –sin siquiera una pausa para respirar– para que los poderes combinados de los Vengadores y los Thunderbolts pudieran acabar con la energía iónica de Nefaria de esta manera. No obstante, Madame Máscara, su propia hija, desarrolló un arma que interrumpía la energía iónica de Nefaria.

## Otros cómics

### JLA/Vengadores
El Conde Nefaria aparece en el número 4 de la serie de cómics tipo crossover JLA/Vengadores, publicada entre los años 2003 y 2004, entre muchos de los villanos captados por Krona para defender su fortaleza. Aparece en el cómic luchando contra Superman en unas viñetas que se extienden durante dos páginas.

### What If?
Nefaria aparece en la historia «What If the X-Men Died on their First Mission?» ('¿Y si los X-Men muriesen durante su primera misión?') en el cómic What if…?, publicado en nueve volúmenes desde 1977 hasta 2010 y que narra las posibles realidades alternas de los personajes y del mundo Marvel. Nefaria aparece en dicha historia en el momento en el que los Ani-Hombres y él toman el control del NORAD (Uncanny X-Men n.º 94-95). Con los X-Men muertos en una lucha previa contra Krakoa, el anterior miembro de los X-Men Bestia reúne rápidamente a un equipo de mutantes para combatir a Nefaria. Mientras intenta escapar, el avión de Nefaria es derribado por la superheroína Siryn. Aunque Nefaria logra huir, Siryn evita el fatal destino de Ave de Trueno cuando su compañero Sendero de Guerra la atrapa antes de caer muerta.

## En otros medios

### Televisión
- El Conde Nefaria aparece en la parte dedicada a Iron Man de la serie de animación The Marvel Super Heroes.
- El Conde Nefaria aparece en la serie de televisión animada Iron Man en diversos episodios. En esta versión del personaje, el Conde lleva un bastón que lanza electricidad. En el capítulo «Pepper, interrupted» ('Pepper, bloqueada'), el Caballero Negro, la Maggia y él están manteniendo una reunión con Mandarín cuando algunos miembros de la Maggia pillan a Pepper husmeando por el lugar. Cuando llega Iron Man, se desata una lucha entre los Tong y la Maggia. Cuando Pepper intenta zafarse y huir, el Conde Nefaria ordena a sus hombres capturarla. Mandarín, bajo el alias de Gene Kahn, termina salvando a Pepper mientras Nefaria se entera de que la policía se acerca. El Conde y el Caballero Negro son detenidos junto a los hombres de la Maggia que no pudieron escapar. En el episodio «Armor Wars» ('Guerra de armaduras'), el Conde Nefaria y sus secuaces roban un banco, pero aparecen Fuerza y Onda de Choque. El Conde los vence, pero después es derrotado por Iron Man. Más tarde, Pepper revela a Tony al buscar en la base de datos del FBI que Fuerza y Onda de Choque trabajaban para la Maggia. Tony comprende entonces que ellos dos, junto con Nefaria, habían planeado el robo falso del banco. Durante el episodio «The Hawk and the Spider» ('El Halcón y la araña'), se revela que el hermano de Ojo de Halcón, Barney Barton, está en deuda con el Conde. En el episodio "The Hammer Falls", Hammer captura a Nefaria donde Justin sospecha que él es la persona que lo ha estado chantajeando y lo somete a Zombie Gas.
- El Conde Nefaria se menciona en The Avengers: Earth's Mightiest Heroes. En el episodio «Widow's Sting» ('El aguijón de la Viuda'), la Viuda Negra lo contrató por sus conexiones de Maggia (junto con Aleksander Lukin) en nombre de HYDRA para el Barón Strucker.

### Película
- El Conde Nefaria tiene un cameo en Avengers Confidential: Black Widow & Punisher. Él aparece como uno de los inversionistas de Leviathan. Nefaria toma parte breve en el acto final, luchando en su forma iónica contra el Capitán Marvel y retirándose no poco después.

### Videojuegos
- Conde Nefaria aparece en Lego Marvel's Avengers.
- Conde Nefaria aparece como villano en el videojuego Marvel: Avengers Alliance.[27]
- Conde Nefaria aparece como personaje jugable en Marvel Contest of Champions.[28]